# NGC 4832
NGC 4832 ist eine 11,6 mag helle Linsenförmige Galaxie vom Hubble-Typ S0 im Sternbild Zentaur am Südsternhimmel. Sie ist schätzungsweise 160 Mio. Lichtjahre von der Milchstraße entfernt und hat einen Durchmesser von etwa 85.000 Lj.
Das Objekt wurde am 5. Juni 1834 von John Herschel
mit einem 18–Zoll–Spiegelteleskop entdeckt, der sie dabei mit „pF, vS, R, sbM to a star 17th mag; pos from star 19th mag (distant 1′) = 250.3 degrees“ beschrieb.